# Fachberater
Der Berufsspezialist bzw. Fachberater ist ein Fortbildungsabschluss der deutschen Industrie- und Handelskammern (IHK), der vom Niveau auf DQR 5 (Deutscher Qualifikationsrahmen) eingestuft wird. Damit befindet er sich vom Niveau zwischen einer Ausbildung (Niveau DQR 4) und einem Abschluss zum Fachwirt (Niveau DQR 6).
Der Abschluss wird analog der Prüfung zum Fachwirt im Rahmen der Aufstiegsfortbildung verliehen, deren Voraussetzung eine Berufsausbildung und gewisse berufliche Praxis sind. Das DQR-Niveau 5, dem Fachberater zugeordnet werden, beschreibt „Kompetenzen zur selbständigen Planung und Bearbeitung umfassender fachlicher Aufgabenstellungen in einem komplexen, spezialisierten, sich verändernden Lernbereich oder beruflichen Tätigkeitsfeld.“ Die Absolventen dieser Fortbildungsprüfungen gelten als fachlich versierte Außenvertreter ihrer jeweiligen Branche.

## Beschreibung
In Deutschland existieren bisher nur wenige Fachberater-Abschlüsse:
- Berufsspezialist als Fachberater für Servicemanagement[4]
- Fachberater für Finanzdienstleistungen[5]
- Geprüfter Fachberater im Vertrieb (IHK)
- Fachberater in Bau- und Heimwerkermärkten[6]
- Fachberater für Softwaretechnik[7]
- Fachberater für Informationsmanagement in der Vorsorge/Fachberaterin für Informationsmanagement in der Vorsorge (IHK)[8]
- Fachberater für Naturkost und Reformwaren (IHK)[9]
- Fachberater für hygienische Raumlüftung und Brandschutz/Fachberaterin für hygienische Raumlüftung und Brandschutz (HwK)[10]
- Fachberater im Sanitätshaus/Fachberaterin im Sanitätshaus (HwK Niederbayern-Oberpfalz)

## Prüfungsordnungen
Die Prüfungsordnungen der IHKs regeln die Zulassung zur Prüfung zum Fachberater, indem sie zwischen fachspezifischer Vor-Ausbildung, allgemeiner Ausbildung und fehlender Ausbildung unterscheiden.

## Abgrenzung zu anderen Fachberatertiteln
Der von den Industrie- und Handelskammern verliehene Fachberater ist zu unterscheiden von ungeschützten Bezeichnungen auf dem freien Markt und den Fachberatern der Steuerberater, z. B. dem Fachberater für Internationales Steuerrecht.